# Idaea indeterminata
Idaea indeterminata là một loài bướm đêm trong họ Geometridae.